# Crosshill Queen’s Park Church

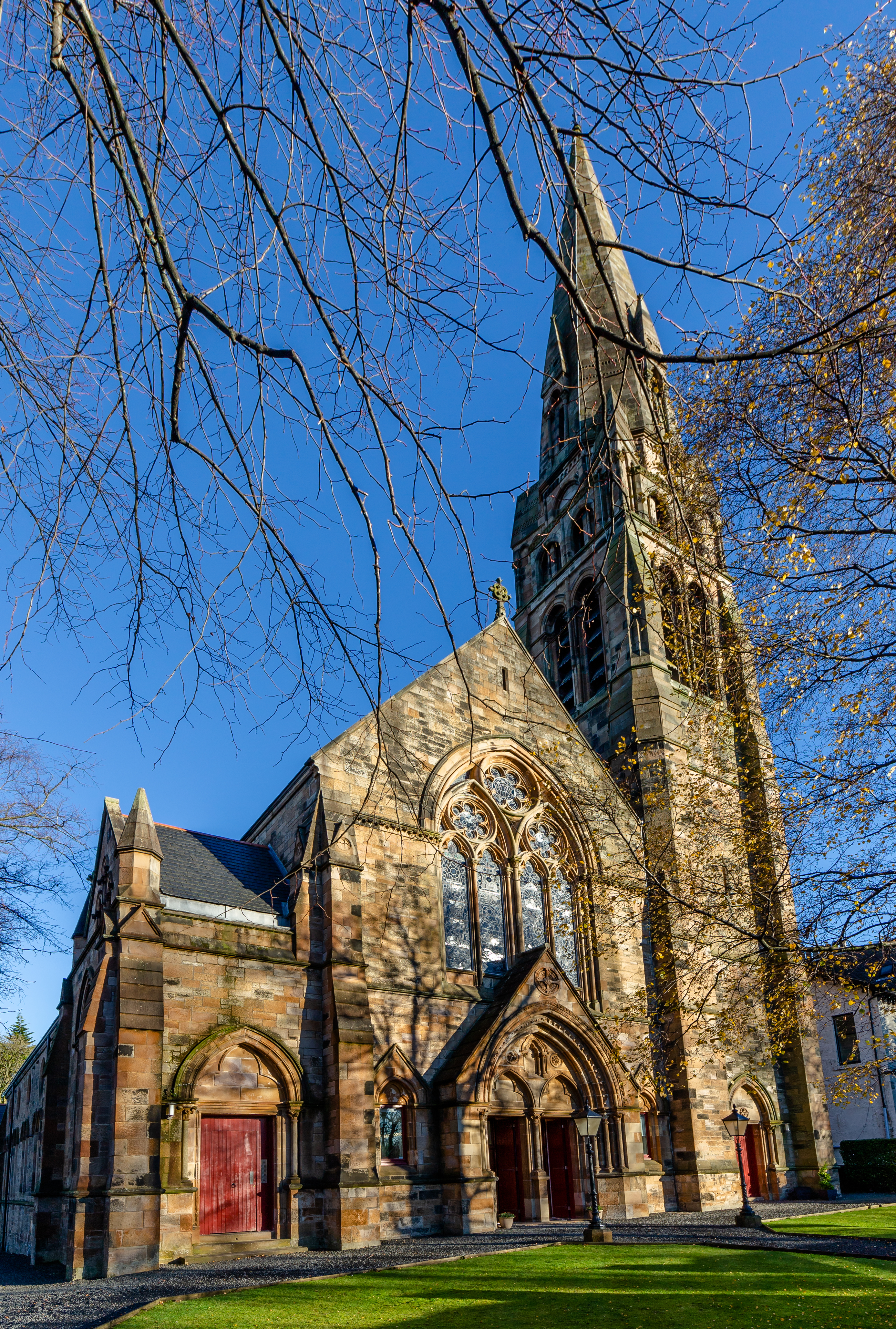
Crosshill Queen’s Park Church

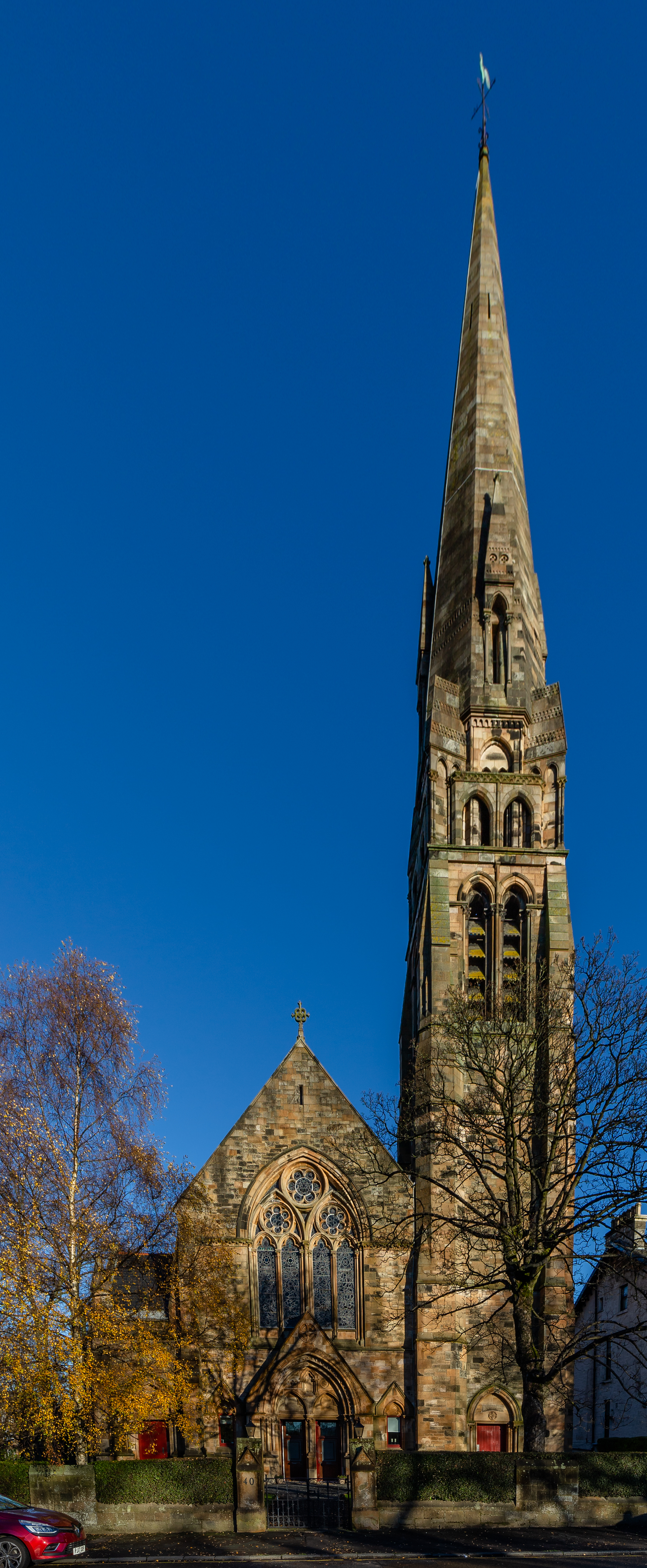
Glockenturm in voller Höhe

Die Crosshill Queen’s Park Church ist ein ehemaliges Kirchengebäude der Church of Scotland in der schottischen Stadt Glasgow. 1970 wurde das Bauwerk in die schottischen Denkmallisten zunächst in der Kategorie B aufgenommen. Die Hochstufung in die höchste Denkmalkategorie A erfolgte 1989. Die Kirche ist nicht zu verwechseln mit der nahegelegenen Queen’s Park Church.

## Geschichte
Den Entwurf für den Kirchenneubau lieferte das Architekturbüro Douglas & Sellars. Auf Grund der zahlreichen architektonischen Parallelen zur Blochairn Parish Church erscheint zunächst der Architekt John James Stevenson als planender Architekt wahrscheinlich. Dieser verließ Douglas & Sellars jedoch 1870 und damit zwei Jahre vor Baubeginn. Wahrscheinlicher erscheint daher ein Entwurf von Charles Alfred Chastel de Boinville, der 1871 kurzzeitig für das Unternehmen tätig war. Am 12. Oktober 1873 wurde die Kirche eröffnet. Nach 1876 wurden Veränderungen und Ergänzungen durch Alexander Skirving ausgeführt. Nachdem das Gebäude obsolet geworden war, wurde es zwischen 2002 und 2004 zu Wohnraum umgenutzt.

## Beschreibung
Die Crosshill Queen’s Park Church befindet sich am Nordrand des Queen’s Park im Glasgower Süden. Das Gebäude ist neogotisch ausgestaltet, entspricht jedoch nicht der britischen Interpretation der Neogotik. Eher erinnert es an die neogotische Architektur Frankreichs und Deutschlands.
Von der Südostkante erhebt sich ein sechsstöckiger Glockenturm dessen einzelne Abschnitte durch Gurtgesimse voneinander getrennt sind. Am Fuße befindet sich ein verdachtes Spitzbogenportal mit keltischer Ornamentierung im Tympanum. Im vierten Abschnitt sind gepaarte Lanzettfenster mit filigranen Säulen eingelassen. Der fünfte Abschnitt mit Krabben am Gesimse ist besonders detailreich ornamentiert. Darauf sitzt ein spitzer Helm mit Lukarnen an der oktogonalen Basis.
Links des Turmes befindet sich das Hauptportal. Es besteht aus zwei einzelnen Spitzbogenportalen mit Trumeau und Dreipassornamentierung in den Tympana, die in eine spitzbögige Aussparung mit profilierter Laibung und abschließendem Wimperg eingelassen sind. Das Langhaus ist fünf Achsen weit. Dort finden sich gepaarte längliche Fenster mit spitzbögigen Verdachungen und darüberliegenden Rundfenstern. Im Obergaden sind Lanzettfenster zu Drillingen gekuppelt. Das abschließende Satteldach ist mit Schiefer eingedeckt.